# 河定橋駅
双竜大道駅（かていきょうえき）は、南京市江寧区双竜大道と秦淮路の交差点にある、南京地下鉄1号線の駅である。

## 歴史
- 2010年5月28日1号線の駅として開業。

## 駅構造

### のりば
| 番線 | 路線            | 行先                               |
| ---- | --------------- | ---------------------------------- |
|      | 南京地下鉄1号線 | 八卦洲大橋南駅行き                 |
|      | 南京地下鉄1号線 | 百家湖・天印大道・中国薬科大学方面 |

## 隣の駅
南京地下鉄
■1号線
双竜大道駅 -　河定橋駅 - 勝太路駅